# Corrado Sanguineti
Corrado Sanguineti (Milaan, 7 november 1964) is een Italiaans geestelijke en benoemd bisschop van de Rooms-Katholieke Kerk.
Sanguineti bezocht het diocesaan seminarie van het bisdom Chiavari en werd op 30 oktober 1988 tot priester gewijd. Paus Franciscus benoemde hem op 16 november 2015  tot bisschop van Pavia als opvolger van Giovanni Giudici die met emeritaat ging.
Sanguineti ontving zijn bisschopswijding op 9 januari 2016.